# Église Saint-Martin de Mercey-le-Grand
Pour les articles homonymes, voir Église Saint-Martin.
L’église Saint-Martin de Mercey-le-Grand est une église, protégée des monuments historiques, située à Mercey-le-Grand dans le département français du Doubs.

## Histoire
L'église date du XIIIe siècle et est remaniée aux XVIIe, XVIIIe et XIXe siècles.
L'église est inscrite au titre des monuments historiques depuis 8 juin 1926

## Rattachement
L'église fait partie de la paroisse du pays Saint Vitois (Saint-Vit) qui est rattachée au diocèse de Besançon.

## Mobilier
Parmi le mobilier de l'église, le retable représentant le Christ et les apôtres, daté du XVe siècle classé à titre objet des monuments historiques en 1916, un bénitier du XVIIIe siècle inscrit à titre objet en 1975, une sculpture de la Vierge et Saint Jean, du XVIIIe siècle, inscrit à titre objet en 1984, une peinture représentant le rosaire du XVIIIe siècle inscrit à titre objet en 2003.